# Calymperes loreum
Calymperes loreum là một loài rêu trong họ Calymperaceae. Loài này được Sande Lac. mô tả khoa học đầu tiên năm 1872.